# Gefangen im Paradies (2016)
Der Fernsehfilm Gefangen im Paradies ist ein Abenteuerfilm des Regisseurs Felix Herzogenrath, der am 6. September 2016 erstmals auf dem Sender Sat.1 ausgestrahlt wurde.

## Handlung
Anna Krüger will mit ihrem zwölfjährigen Sohn Max einen gemeinsamen Urlaub auf einer abgelegenen thailändischen Insel verbringen. Sie planen entspannte Tage in einem ruhigen, aber auch recht luxuriösen Urlaubsdomizil, um so auch den Unfalltod von Annas Mann Stefan zu verarbeiten. Die Idylle scheint perfekt: blaues Meer, strahlender Himmel, Schildkröten am Strand. Doch dann überfallen Piraten die Hotelanlage. Ein Verbündeter in dem eingezäunten und elektrisch gesicherten Gelände sabotiert die Elektrik, sodass jegliche Sicherheitssysteme lahm liegen und auch kein Notruf zum Festland gesendet werden kann. Mit zwei Booten landen um die zwanzig schwer bewaffnete Männer und kidnappen die Urlauber, um Lösegeld von den Botschaften zu erpressen. Während Max den Geiselnehmern in die Hände fällt, gelingt seiner Mutter zusammen mit dem Tauchlehrer Philipp die Flucht. Während Philipp darauf drängt, dass sie sich ruhig verhalten, will Anna um jeden Preis verhindern, dass die Kidnapper mit ihrem Sohn zum Festland übersetzen können. Da sie seit dem Unfall von Stefan Probleme hat, sobald sie mit Wasser in Berührung kommt, muss Anna das jetzt überwinden, um ihr Kind zu retten. Mit dem auf den Schiffen befindlichen Treibstoff, setzt sie die Boote in Brand, sodass die Piraten gezwungen sind mit ihren Geiseln in der Hotelanlage zu bleiben, bis sie den Schaden repariert haben. Anna sucht nach einer Lösung, wie sie ihren Sohn befreien kann. Philipp meint, einfach nur abzuwarten, bis man auf dem Festland bemerkt, dass hier etwas nicht in Ordnung ist. Das wäre spätestens in drei Tagen, wenn das nächste Versorgungsschiff zur Insel kommt. Doch Anna will nicht so lange warten, sie fragt Philipp, ob man von dem alten Wachturm auf der anderen Seite der Insel Hilfe holen könnte. Er meint, dass es dort nur ein uraltes Funkgerät gäbe, von dem nicht sicher ist, ob es überhaupt noch funktioniert. Außerdem wäre der Weg dorthin viel zu gefährlich, weil die Piraten auf der Suche nach ihnen sind. Anna ist das egal, sie macht sich auf den Weg durch den Dschungel. Als sie trotz aller Vorsicht auf einen der Piraten trifft, der sie sogleich töten will, greift Philipp ein und rettet sie. Entgegen seiner eigentlichen Überzeugung nur abzuwarten, will er Anna nicht allein lassen. Zudem kennt er sich auf der Insel gut aus und weiß auch von einer Abkürzung zum Turm. Die führt durch eine Höhle, wo sie zwar Deckung finden, ihre Verfolger ihnen jedoch auf der Spur bleiben und Philipp zu fassen bekommen. Anna kann fliehen und ist nun auf sich ganz allein gestellt. Tatsächlich gelingt es Anna, den maroden Turm zu erklimmen und die Küstenwache zu verständigen, aber auch die Geiselnehmer hören ihren Funkspruch und sind vorgewarnt. Sie schicken ihren Verbündeten den eintreffenden Polizisten entgegen, um zu erklären, dass alles in Ordnung wäre. Tatsächlich wirkt die Hotelanlage friedlich, aber schon bald schießen die Piraten auf die Polizisten und töten sie. Die Geiseln werden nun zum Boot der Küstenwache gebracht. Anna ist fast in Panik. Sie zeigt sich und droht den Sohn des Piratenführer Thiha zu töten, wenn er die Geiseln nicht frei lassen würde. Doch Thiha steht ebenso unter Druck wie Anna. Die Armut seines Volkes treibt ihn zu dem Piratentum. Er will sogar seinen Sohn opfern, wenn dadurch die anderen Einheimischen leben können. Anna bringt es nicht fertig den Jungen zu erschießen und wird nun zusammen mit den anderen Geiseln auf das Boot gebracht. Inzwischen trifft Verstärkung vom Festland ein, sodass die Piraten die Flucht ergreifen und ihre Geiseln zurücklassen, die nun von der Küstenwache gerettet werden.

## Hintergrund
Gedreht wurde der Film Anfang 2016 in Thailand in den Provinzen Phang-nga und Krabi.

## Kritik
Tilmann P. Gangloff von tittelbach.tv befand: „‚Gefangen im Paradies‘ ist ein professionell inszenierter Abenteuerfilm mit einer Survival-Rolle für Anna Loos, die aber auch eine Vielzahl physischer Herausforderungen zu bestehen hatte.“ „Im Grunde setzt der Film bereits kurz nach der Einführung zu einem langen Finale an, das Felix Herzogenrath angemessen fesselnd inszeniert hat.“ Allerdings sind „Im Gegensatz zur vielschichtigen Heldin […] die weiteren handelnden Personen weitgehend eindimensional gezeichnet.“
Die Kritiker der Fernsehzeitschrift TV Spielfilm vergaben nur eine mittlere Wertung, den Daumen zur Seite, und meinten: „Seifenoper trifft Survival, na ja. Streckenweise aber ganz spannend und trotz Minibudget in gediegener Optik. Spannend, aber auch flach und grell.“
Lena Skrotzki von der FAZ meinte: „Leider können sich weder das Drehbuch noch der Regisseur Felix Herzogenrath so ganz entscheiden, was der Film ‚Gefangen im Paradies‘ sein soll: ein Abenteuerthriller oder eine Familiengeschichte? Sie versuchen beides in einem, was zu einem dramaturgischen Auf und Ab führt. Dramatische Actionszenen wechseln sich ab mit eher läppischen Dialogsequenzen“.